# ۱۰۸ (پیش از میلاد)
۱۰۸ (پیش از میلاد) صد و هشتمین سال قبل از تقویم میلادی است.

## رویدادها
- نابودی امپراتوری گوجوسان توسط امپراتوری هان بود.